# Susy Gómez
Susy Gómez (Pollensa, 1964) es una artista contemporánea española. 
Estudió en la Facultad de Bellas Artes de Barcelona. Una vez finalizados los estudios, realizó su primera exposición en la Galería Norai de Pollensa en 1987. En 1993 provocó una gran sorpresa con su exposición individual en el Espacio 13 de la Fundación Joan Miró de Barcelona que la propulsó como artista.  Desde mediados de los años 1990 ha ido participando en la feria ARCO de Madrid y se ha abierto camino en los principales foros de arte extranjeros. En el año 2000 el IVAM le dedicó su primera retrospectiva, la exposición Algunas Cosas Que llamaba Mías, comisariada por Enrique Juncosa.
En 2002 fue elegida, junto con Sigfrido Martín Begué, por el Ministerio de Asuntos Exteriores de España como representante del arte de vanguardia del país durante la presidencia española de la Unión Europea. Para responder a esta distinción, el artista instaló tres esculturas en el jardín peatonal del edificio Iustus Lipsius, sede del Consejo de Europa en Bruselas. Las esculturas en cuestión eran una manzana de seis metros de diámetro - en referencia a los orígenes -, unos peces en forma de zapatos imposibles de calzarse, moldeados en bronce- metáfora del camino de la Unión Europea y medio corazón de hierro, en representación de la pasión.